# Brachyllus deuvei
Brachyllus deuvei är en skalbaggsart som beskrevs av Keith 1999. Brachyllus deuvei ingår i släktet Brachyllus och familjen Melolonthidae. Inga underarter finns listade.